# Bruno von Segni

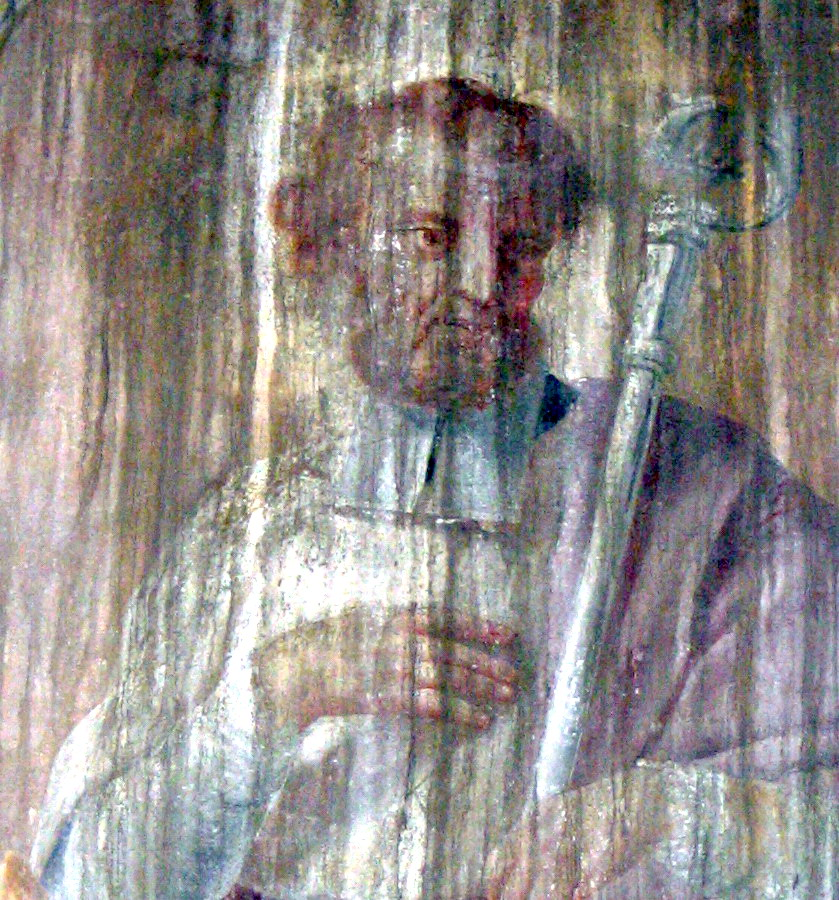
Bruno von Segni (Fresko im Dom von Asti)

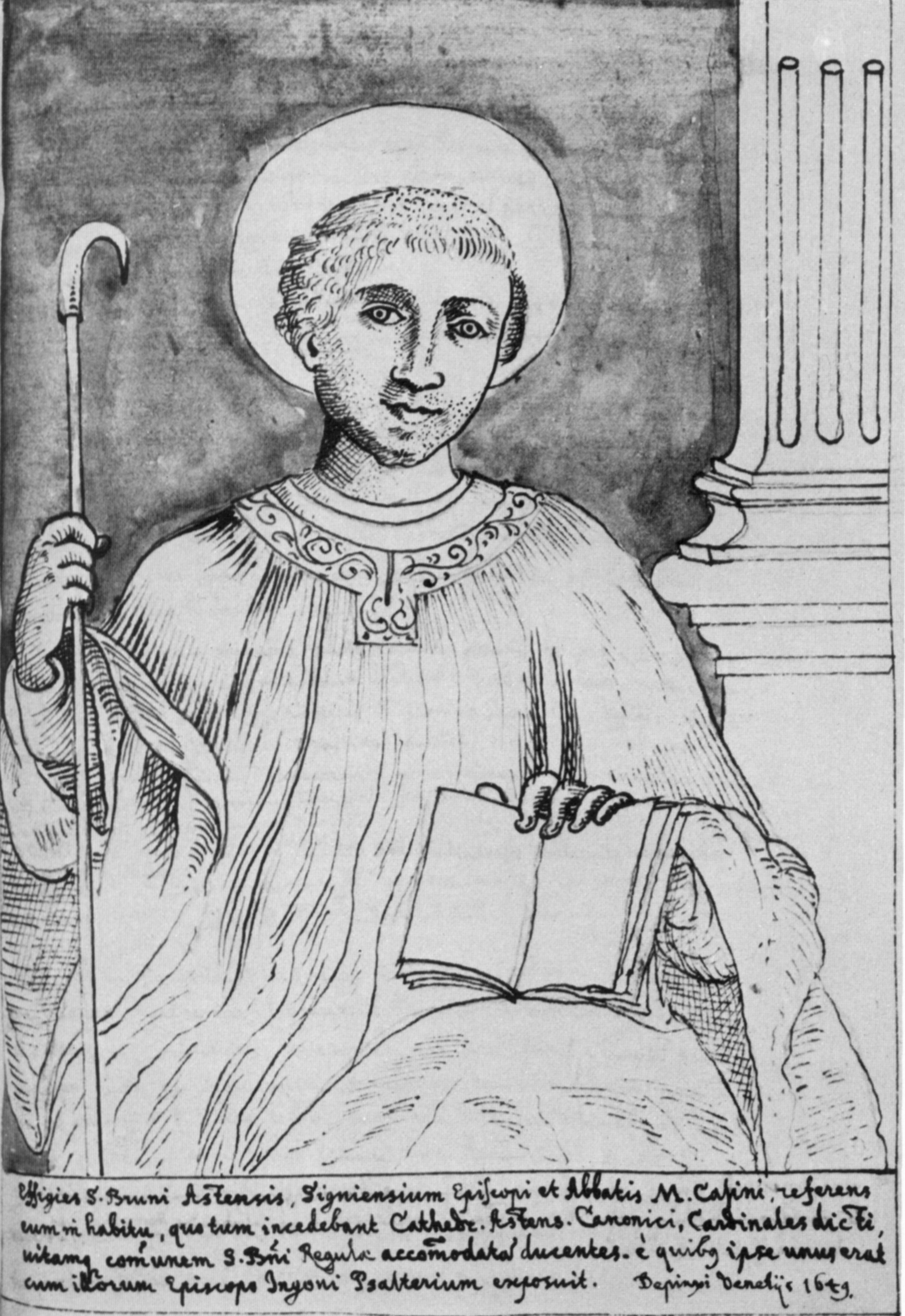
Abtbischof Bruno von Segni (Zeichnung von Gabriel Bucelin, 1649)

Bruno von Segni OSB (auch Bruno von Aste, * zwischen 1045 und 1049 in Solero bei Asti; † wohl 18. Juli 1123 in Segni, Italien) war ein Geistlicher und Kardinal der Römischen Kirche und Bischof von Segni.

## Leben und Wirken
Bruno wurde im Benediktinerkloster San Perpetuo bei Asti erzogen und war dort wohl auch schon Mönch. Später ging Bruno an die Universität Bologna zum Studium der Artes liberales. Nach 1073 (bis gegen 1080) wurde er Kanoniker in Siena. Er war ein Anhänger der Reformerpartei um Gregor VII. und gilt als Mönchsbischof gregorianischer Prägung. Auf der Lateransynode von 1079 soll er gegen Berengar von Tours und dessen Lehre von der Eucharistie aufgetreten sein.
1079 wurde er wohl auf Betreiben des Papstes zum Bischof von Segni gewählt, der erste sichere Nachweis auf dieses Amt geht auf die römische Synode im Mai 1082 zurück. Ungeklärt ist, ob Segni damals ein Kardinalbistum war, oder ob Bruno seine Erhebung zum Kardinal der persönlichen Wertschätzung des Papstes verdankte. Das Bischofsamt hatte Bruno bis zu seinem Tode inne. Als unermüdlicher Eiferer für die päpstliche Sache war er im Sommer 1081 oder 1082 eine Zeitlang Gefangener des Grafen von Segni, eines Parteigängers Kaiser Heinrichs IV. Papst Viktor III. ernannte Bruno zum Bibliothekar der Römischen Kirche. 1088 gehörte er dem Papstwahlkollegium an, das den Franzosen Urban II. zum Papst erhob. In dessen Pontifikat legte Bruno sein unter Viktor III. angenommenes Amt eines Kanzlers (Bibliothekars) der Römischen Kirche nieder, blieb aber einer der engsten päpstlichen Mitarbeiter und begleitete Urban auf dessen Reisen, unter anderem auch beim Konzil von Clermont (1095). Sowohl Papst Urban II. als auch dessen Nachfolger Paschalis II. setzten Bruno von Segni wiederholt als Kreuzzugsprediger und Legaten ein.
Sein Rückzug als Mönch nach Montecassino aus gesundheitlichen Gründen im Jahre 1102 und seine Wahl zum Abt 1107 wurde von Urbans Nachfolger Paschalis II. nur unter der Bedingung akzeptiert, dass er seine Diözese weiter verwaltete und vierzig Tage im Jahr für eine Tätigkeit im Dienste der römischen Kurie zur Verfügung stünde. 1106 wurde er als Legat des Heiligen Stuhls und Begleiter des Fürsten Bohemund von Antiochien nach Frankreich entsandt, um ein neues Kreuzzugsvorhaben zu propagieren; nach seiner Abtswahl im November 1107 hielt er sich in den Jahren bis 1111 wahrscheinlich wiederum als päpstlicher Legat auch in Lodi auf.
Brunos Eingaben gegen den von ihm als Pravilegium („Schandvertrag“) bezeichneten Vertrag von Ponte Mammolo von 1111, in denen er die Zugeständnisse des Papstes an Kaiser Heinrich V. mit scharfer Polemik kritisierte und dem Papst häretische Lehrabweichungen vorwarf, um ihn zur Rücknahme der Vereinbarung zu zwingen. Paschalis berief Bruno daraufhin als Legaten ab und versuchte, seine Tätigkeit auf sein Bischofsamt zu beschränken. Dennoch blieb die öffentliche Kritik an der dem Papst abgepressten Einigung wirksam. Das Laterankonzil von 1112 zwang Paschalis dazu, seine Rechtgläubigkeit eidlich zu bekräftigen und widerrief das von ihm geschlossene Abkommen. Auch der Papst selbst fühlte sich nach 1112 nicht mehr daran gebunden. Die intransigente Haltung Brunos und anderer römischer Kleriker sowie die publizistische Kampagne gegen seine Person schwächten Paschalis allerdings deutlich. Das erschwerte es ihm auch, eine Einigung mit dem Kaiser auch gegen innerkirchliche Widerstände herbeizuführen.

## Gelehrter
Brunos theologische Bedeutung beruht unter anderem auf seinem exegetischen und homiletischen Schrifttum, zudem ist er als Hagiograph und Autor dogmatischer und liturgischer Traktate hervorgetreten. So verfasste er Heiligenviten des Bischofs Petrus von Anagni und von Papst Leo IX. An dogmatischen-systematsichen Traktaten sind bemerkenswert De Trinitate, De incarnatione Domini und De simoniacis (zum Problem der simonistischen Weihen). Überwiegend verfasste Bruno von Segni jedoch Kommentare zu biblischen Büchern des Alten Testaments (zum Pentateuch, zu Hiob, zu den Psalmen und zum Hohenlied sowie zu Jesaja – entdeckt und ediert von Ambrogio Amèlli OSB) und zu den Evangelien.
Eine der bleibenden Leistungen Brunos besteht in der Kapiteleinteilung und den exegetischen Kommentaren zur Johannes-Apokalypse.
Bruno von Segni wurde 1181 oder 1183 von Papst Lucius III. heiliggesprochen. Sein Gedenktag wird am 18. Juli begangen.